# Der Springteufel
Der Springteufel ist ein deutscher TV-Thriller aus dem Jahr 1974, der erstmals am 1. März 1974 in der ARD lief. Die Hauptrolle spielt der Komiker und Kabarettist Dieter Hallervorden. Regie führte Heinz Schirk.

## Handlung
Ein Anhalter, der an einer deutschen Autobahn nach Frankfurt mitgenommen werden möchte, schlägt mehrere Mitfahrgelegenheiten aus. Erst als ein wohlhabender Geschäftsmann in seinem amerikanischen 1965er Ford Galaxie 500 Convertible (Cabrio) hält, springt er sofort auf und steigt ein. Der Geschäftsmann erzählt schnell stolz über seinen Sohn und über seine Einstellung zum Leben. Sein Fahrgast wiederum erzählt von seinem Hobby, Spielzeug zu sammeln und hält ihn aus Langeweile mehrmals mit den Spielsachen aus seinem Koffer vom Fahren ab. Als der Geschäftsmann sich weigert, eine Pause an einer Raststätte einzulegen zieht der Anhalter nach einigem Hin und Her eine Pistole und zwingt ihn die Autobahn zu verlassen und vor einer heruntergekommenen Kneipe zu halten. Dort aber verhält sich der Anhalter, der seine Pistole versteckt hält, als wäre der Wunsch nach Essen von dem Geschäftsmann gekommen, und lässt ihm viel fettiges Essen auftischen. Der Fahrer würgt das Essen herunter und versucht, zu seinem Auto zu entfliehen, in welchem ihn aber schon der Anhalter erwartet. Bei einem Gespräch auf der Weiterfahrt wird deutlich, dass der nun am Steuer sitzende Anhalter, wie bereits in der Kneipe, immer mehr die Rollen vertauscht: er schreibt seine eigenen Taten (z. B. den Haltewunsch) dem Geschäftsmann zu, während er selbst sich ihm gegenüber nun genauso überheblich verhält und wörtlich dieselben abfälligen Bemerkungen über ihre Standesunterschiede macht wie dieser zuvor. In diesem Gespräch stellt sich heraus, dass der Mann ein aus der Anstalt entflohener Psychopath ist, dem dort der Name „Springteufel“ gegeben wurde, da er immer „aus der Schachtel wollte“. Dem Springteufel gelang die Flucht, nachdem er seinen Pfleger, der ihm auch den Spitznamen gegeben hat, ermordet hatte. Der Springteufel versucht nun, die Rolle des Geschäftsmannes einzunehmen und diesem einzureden, er sei der entflohene Patient, den er in die Irrenanstalt zurückbringen will. Als der Anhalter den Geschäftsmann zwingt, ihm „seinen“ Anzug zurückzugeben, und sich umziehen will, unternimmt der Geschäftsmann einen neuen Fluchtversuch, wird aber vom Springteufel per Auto eingeholt. Später hält der Anhalter an einer Notrufsäule, um die Polizei über den „Entflohenen“ zu informieren. Da ergreift der Geschäftsmann die Pistole, die sich jedoch als eines der Spielzeuge aus dem Koffer des Psychopathen herausstellt. Der Springteufel verfolgt den erschöpften Fahrer bis zu einem verlassenen Haus, als die Polizei eintrifft. Die glaubt dem hysterischen Fahrer jedoch kein Wort und nimmt ihn anstelle des echten Springteufels fest, der mit dem Auto des Geschäftsmannes davonfährt.

## Hintergründe
- Kameramann Gero Erhardt ist der Sohn von Heinz Erhardt und machte sich später auch als Regisseur einen Namen (u. a. Das Erbe der Guldenburgs)
- Dieter Hallervorden nennt Der Springteufel gern als Beispiel dafür, dass er in seiner Karriere nicht nur klamottenhafte Rollen, durch die er als Didi zu Ruhm kam, gespielt hat.
- Der Springteufel wurde nach seiner Erstausstrahlung im Jahr 1974 nur wenige Male wiederholt. Bevor der Film im November 2006 auf DVD erschien, wurde deshalb ein rares Video des Filmes unter Fans zu hohen Sammlerpreisen gehandelt.
- Als der Film noch in Form von Videokassetten verkauft wurde, ließ die Hülle fälschlicherweise auf eine weitere Didi-Komödie schließen: Als Titelbild wurde ein Bild aus einem tatsächlichen Didi-Film verwendet, die Beschreibung auf der Rückseite pries den Film als eine Komödie an, in der Didi sich schnell in der Welt der Reichen zurechtfinde; die Rollen seien am Ende vertauscht und er der Freund des Reichen und dessen Frau.
- Der Regisseur Heinz Schirk hat am Anfang des Films einen Cameo-Auftritt als Autofahrer, der den Protagonisten in Richtung Frankfurt mitnehmen möchte.

## DVD-Veröffentlichung
Der Film erschien am 17. November 2006 bei Turbine-Medien auf DVD.